# Ophiogomphus australis
Ophiogomphus australis är en trollsländeart som beskrevs av Frank Louis Carle 1992. Ophiogomphus australis ingår i släktet Ophiogomphus och familjen flodtrollsländor. IUCN kategoriserar arten globalt som starkt hotad. Inga underarter finns listade i Catalogue of Life.